# Rim Tim Tagi Dim
Rim Tim Tagi Dim är en engelskspråkig poplåt av den kroatiska sångaren Baby Lasagna (Marko Purišić). Låten släpptes den 12 januari 2024 som den tredje singeln i Purišićs kommande debutalbum Demons and Mosquitoes (2024). Purišić representerade Kroatien vid Eurovision Song Contest 2024 i Malmö med "Rim Tim Tagi Dim" efter att ha vunnit i Dora som är den nationella kroatiska uttagningen till Eurovision Song Contest. Bidraget slutade på andra plats i finalen.
Purišić har författat text och musik själv och beskriver låten som en humoristisk (och kritisk) sång om att unga kroater av ekonomiska skäl känner sig tvingande att emigrera för att skapa sig ett bättre liv.

## Listplaceringar
| Lista (2024)         | Topp- placering |
| -------------------- | --------------- |
| Kroatien (HR Top 40) | 4               |